# アメリカ海兵隊総司令官
アメリカ海兵隊総司令官（アメリカかいへいたいそうしれいかん、英: Commandant of the Marine Corps 略称：CMC）は、アメリカ海兵隊において軍人が任命される最高位の職位である。
海軍長官（文官）の直属で、海軍作戦部長（海軍軍人最高位）と同格の職であり、1775年11月28日にサミュエル・ニコラスがアメリカ海兵隊の前身である大陸海兵隊の総司令官に就任して以来、大陸海兵隊の解散による中断期間があったものの、200年以上その名を変えていない伝統ある職である。
また、この職に大将が充てられるようになったのは、1945年3月21日に議会が承認した海兵隊総司令官は大将が務めることとする法令によって、1945年4月4日、当時の第18代海兵隊総司令官アレクサンダー・A・ヴァンデグリフト中将が大将に昇進してからであり、創設から1890年頃までの海兵隊総司令官は、主に佐官が任命されていた。
現在の海兵隊総司令官はエリック・スミス大将が務めている。ジョー・バイデン政権は2023年7月10日に任期満了となったデイヴィッド・H・バーガー大将（第38代）の後任に副司令官のスミスを据える人事を決定していたが、上院公聴会で野党・共和党の議員が国防総省の中絶に対する考え方を問題視し承認を留保したため、1859年以来164年ぶりに司令官が不在という事態に陥っていた。同年9月21日、アメリカ議会上院が海兵隊司令官にエリック・スミス副司令官を充てる人事を承認し、トップ不在が解消された。

## 海兵隊総司令官の職務
海兵隊総司令官の基本的な職務は、アメリカ海兵隊の最高指揮官かつ最高責任者として組織を統率し、戦備を整える責任を負い、その象徴として崇高なる尊厳を保つことである。ただし、海兵隊総司令官職はアメリカ独立戦争以来、200年以上にわたって名称を変えずに維持され続けてきたため、時代ごとに職務の詳細は違ってきている。
初期の海兵隊総司令官は、直接兵力を率いて前線で作戦の指揮に当たることもあったが、「Marine Barracks」と呼ばれる海兵隊司令部の建物が機能するようになると、そこで総司令官の職務を行い、作戦の指揮を執るようになった。
1947年に統合参謀本部が創設されて以降、その構成員として大統領に助言する責任を負う。なお、統合参謀本部の構成員である他の参謀総長や作戦部長と同じく、作戦上の指揮権を有していない。
なお、内部に海兵隊総司令官より現役の先任者がいたとしても、海兵隊総司令官がアメリカ海兵隊の最高指揮官であり、最高責任者である。

## 歴代海兵隊総司令官
| 代       | 画像 | 氏名                                | 任命時階級 | 任命           | 退任           | 備考                                                                           |
| -------- | --- | ----------------------------------- | ---------- | -------------- | -------------- | ------------------------------------------------------------------------------ |
| 01       | black & white portrait of Samuel Nicholas                                                                                     | サミュエル・ニコラス                | 大尉       | 1775年11月28日 | 1783年8月27日  | 大陸海兵隊時代の総司令官                                                       |
| 02       | black & white portrait of William W. Burrows                                                                                  | ウィリアム・W・バローズ             | 少佐       | 1798年7月12日  | 1804年3月6日   | 海兵軍楽隊の創設者                                                             |
| 03       | black & white portrait of Franklin Wharton                                                                                    | フランクリン・ウォートン            | 中佐       | 1804年3月7日   | 1818年9月1日   |                                                                                |
| 職務代理 | black & white portrait of Archibald Henderson                                                                                 | アーチボルド・ヘンダーソン          | 中佐       | 1818年9月16日  | 1819年3月2日   |                                                                                |
| 04       | | アンソニー・ゲール                  | 中佐       | 1819年3月3日   | 1820年10月16日 | 総司令官在職中に懲戒免職となった唯一の総司令官                                 |
| 05       | black & white portrait of Archibald Henderson                                                                                 | アーチボルド・ヘンダーソン          | 大佐       | 1820年10月17日 | 1859年1月6日   | 記録上、在任期間が最も長い総司令官                                             |
| 06       | black & white photograph of John Harris                                                                                       | ジョン・ハリス                      | 大佐       | 1859年1月7日   | 1864年3月12日  |                                                                                |
| 07       | black & white photograph of Jacob Zeilin                                                                                      | ジェイコブ・ゼイリン                | 准将       | 1864年6月10日  | 1876年10月31日 | アメリカ海兵隊紋章の鷲、地球、錨デザインを海兵隊の紋章として正式に承認した。   |
| 08       | black & white photograph of Charles G. McCawley                                                                               | チャールズ・G・マッコーリー         | 大佐       | 1876年11月1日  | 1891年1月29日  | 現在のアメリカ海兵隊のモットー「常に忠誠を」（Semper Fidelis）を定めた総司令官 |
| 09       | black & white portrait of Charles Heywood                                                                                     | チャールズ・ヘイウッド              | 少将       | 1891年1月30日  | 1903年10月2日  |                                                                                |
| 10       | black & white portrait of George F. Elliott                                                                                   | ジョージ・F・エリオット             | 少将       | 1903年10月3日  | 1910年11月30日 |                                                                                |
| 11       | black & white photograph of William P. Biddle                                                                                 | ウィリアム・P・ビドル               | 少将       | 1911年2月3日   | 1914年2月24日  |                                                                                |
| 12       | black & white portrait of George Barnett                                                                                      | ジョージ・バーネット                | 少将       | 1914年2月25日  | 1920年6月30日  |                                                                                |
| 13       | black & white portrait of John A. Lejeune                                                                                     | ジョン・A・レジューン               | 少将       | 1920年7月1日   | 1929年3月4日   |                                                                                |
| 14       | black & white portrait of Wendall C. Neville                                                                                  | ウェンデル・C・ネビル               | 少将       | 1929年3月5日   | 1930年7月8日   | 名誉勲章受章者                                                                 |
| 15       | black & white photograph of Ben H. Fuller                                                                                     | ベン・H・フラー                     | 少将       | 1930年7月9日   | 1934年2月28日  |                                                                                |
| 16       | black & white photograph of John H. Russell, Jr.                                                                              | ジョン・H・ラッセル・Jr             | 少将       | 1934年3月1日   | 1936年11月30日 |                                                                                |
| 17       | black & white photograph of Thomas Holcomb                                                                                    | トーマス・ホルコム                  | 中将       | 1936年12月1日  | 1943年12月31日 |                                                                                |
| 18       | black & white photograph of Alexander A. Vandegrift                                                                           | アレクサンダー・A・ヴァンデグリフト | 中将       | 1944年1月1日   | 1947年12月31日 | 名誉勲章受章者                                                                 |
| 19       | black & white photograph of Clifton B. Cates                                                                                  | クリフトン・B・ケイツ               | 大将       | 1948年1月1日   | 1951年12月31日 |                                                                                |
| 20       | black & white photograph of Lemuel C. Shepherd, Jr.                                                                           | ラミュエル・C・シェパード・Jr       | 大将       | 1952年1月1日   | 1955年12月31日 |                                                                                |
| 21       | black & white photograph of Randolph M. Pate                                                                                  | ランドルフ・M・ペイト               | 大将       | 1956年1月1日   | 1959年12月31日 |                                                                                |
| 22       | black & white photograph of David M. Shoup                                                                                    | デイヴィッド・M・シャウプ           | 大将       | 1960年1月1日   | 1963年12月31日 | 名誉勲章受章者                                                                 |
| 23       | black & white photograph of Wallace M. Greene, Jr.                                                                            | ウァレス・M・グリーン・Jr           | 大将       | 1964年1月1日   | 1967年12月31日 |                                                                                |
| 24       | black & white photograph of Leonard F. Chapman, Jr.                                                                           | レナード・F・チャップマン           | 大将       | 1968年1月1日   | 1971年12月31日 |                                                                                |
| 25       | black & white photograph of Robert Everton Cushman, Jr.                                                                       | ロバート・E・クッシュマン・Jr       | 大将       | 1972年1月1日   | 1975年6月30日  |                                                                                |
| 26       | Color of Louis H. Wilson, Jr.                                                                                                 | ルイス・H・ウィルソン・Jr           | 大将       | 1975年7月1日   | 1979年6月30日  | 名誉勲章受章者                                                                 |
| 27       | color photograph of Robert H. Barrow                                                                                          | ロバート・H・バロウ                 | 大将       | 1979年7月1日   | 1983年6月30日  |                                                                                |
| 28       | Color photograph of Paul X. Kelley                                                                                            | ポール・X・ケリー                   | 大将       | 1983年7月1日   | 1987年6月30日  |                                                                                |
| 29       | color photograph of Alfred M. Gray, Jr., the only Marine in this list wearing utilities instead of a service or dress uniform | アルフレッド・M・グレイ             | 大将       | 1987年7月1日   | 1991年6月30日  |                                                                                |
| 30       | color photograph of Carl E. Mundy, Jr.                                                                                        | カール・E・マンディ                 | 大将       | 1991年7月1日   | 1995年6月30日  |                                                                                |
| 31       | color photograph of Charles C. Krulak                                                                                         | チャールズ・C・クルラク             | 大将       | 1995年7月1日   | 1999年6月30日  |                                                                                |
| 32       | color photograph of James L. Jones                                                                                            | ジェームズ・L・ジョーンズ           | 大将       | 1999年7月1日   | 2003年1月12日  | 第22代国家安全保障問題担当大統領補佐官                                         |
| 33       | color photograph of Michael W. Hagee                                                                                          | マイケル・W・ヘギー                 | 大将       | 2003年1月13日  | 2006年11月13日 |                                                                                |
| 34       | color photograph of James T. Conway                                                                                           | ジェームズ・T・コンウェイ           | 大将       | 2006年11月14日 | 2010年10月22日 | 2011年6月17日、旭日大綬章受章                                                  |
| 35       | Official portrait from Amos, 2010                                                                                             | ジェームズ・F・エイモス             | 大将       | 2010年10月22日 | 2014年10月17日 | 創設以来、初の航空機搭乗員出身者の総司令官                                     |
| 36       | Official portrait from Dunford, 2014                                                                                          | ジョセフ・ダンフォード・Jr          | 大将       | 2014年10月17日 | 2015年9月24日  | 第19代統合参謀本部議長                                                         |
| 37       | Official portrait of Neller, 2015                                                                                             | ロバート・B・ネラー                 | 大将       | 2015年9月24日  | 2019年7月11日  |                                                                                |
| 38       | Official portrait of Berger, 2019                                                                                             | デイヴィッド・H・バーガー           | 大将       | 2019年7月11日  | 2023年7月10日  |                                                                                |
| -        | General Eric M. Smith, 36th Assistant Commandant of the Marine Corps                                                          | エリック・スミス                    | 大将       | 2023年7月10日  | 2023年9月22日  | 副司令官職のまま総司令官職務代行                                               |
| 39       | General Eric M. Smith, 36th Assistant Commandant of the Marine Corps                                                          | エリック・スミス                    | 大将       | 2023年9月22日  | 在任中         |                                                                                |